# Verbond van droge, kalkrijke duingraslanden
Het verbond van droge, kalkrijke duingraslanden (Polygalo-Koelerion) is een verbond uit de fakkelgras-orde (Cladonio-Koelerietalia). Het verbond omvat zeer soorten- en bloemrijke plantengemeenschappen van droge graslanden op kalkrijke en humusrijke zeeduinen.

## Naamgeving en codering
- Syntaxoncode voor Nederland (rVvN): r14Cb
- BWK-karteringscode: hd
- Natura2000-habitattypecode (EU-code): H2130
- Corine biotope: 16.22 - Dunes grises
- Eunis Habitat Types: B1.4 - Coastal stable dune grassland (grey dunes)

De wetenschappelijke naam Polygalo-Koelerion is afgeleid van twee botanische namen van belangrijke differentiërende soorten van dit verbond, de gewone vleugeltjesbloem (Polygala vulgaris), en van een kensoort van de bovenliggende orde, smal fakkelgras (Koeleria macrantha).

## Fysiognomie
De plantengemeenschappen worden gekenmerkt door een vrij dichte, zeer soorten- en bloemrijke kruidlaag met zowel grassen, overblijvende en - minder belangrijk - eenjarige kruidachtige planten. De moslaag kan zeer belangrijk zijn en omvat zowel bladmossen als korstmossen. Een struiklaag kan aanwezig zijn met vooral kleinblijvende dwergstruiken.

## Ecologie
Het verbond van droge, kalkrijke duingraslanden komt voor op kalk- en humushoudende, droog tot matig vochtig duinzand, voornamelijk op de noordhellingen van zeeduinen. Konijnen behoren tot de belangrijkste grazers en instandhouders van deze duingraslanden. Naast dat konijnen (net als hoefdiervee) grazen, eten zij selectief de kiemplanten van houtige opslag, wat verstruweling en verbossing tegengaat.

## Associaties in Nederland en Vlaanderen
Het verbond van droge, kalkrijke duingraslanden wordt in Nederland en Vlaanderen vertegenwoordigd door twee associaties.
- - duinpaardenbloem-associatie (Taraxaco-Galietum veri)
  - associatie van wondklaver en nachtsilene (Anthyllido-Silenetum)

## Diagnostische taxa voor Nederland en Vlaanderen
Het verbond van droge, kalkrijke duingraslanden heeft voor Nederland en Vlaanderen als belangrijkste kensoorten nachtsilene, echt bitterkruid, scherpe fijnstraal, ruige scheefkelk en driedistel en de mossoorten pluimstaartmos en glanzend etagemos. De naamgevende gewone vleugeltjesbloem is geen kensoort, maar differentieert deze gemeenschap tegenover de andere verbonden in de klasse van droge graslanden op zandgrond, samen met dauwbraam, duinriet, grote tijm, kruipwilg, gewone rolklaver, gewone veldbies, zachte haver, gaffeltandmos en glanzend etagemos.
Kruidlaag
| Kentaxon | Diff.soort | Presentie | Triviale naam           | Botanische naam                        | Opmerking                             | Afbeelding |
| -------- | ---------- | --------- | ----------------------- | -------------------------------------- | ------------------------------------- | ---------- |
| kV       | -          |           | nachtsilene             | Silene nutans                          |                                       |            |
| kV       | -          |           | echt bitterkruid        | Picris hieracioides                    |                                       |            |
| kV       | -          |           | scherpe fijnstraal      | Erigeron acer                          | in de duinen                          |            |
| kV       | -          |           | ruige scheefkelk        | Arabis hirsuta subsp. hirsuta          | in de duinen                          |            |
| kV       | -          |           | driedistel              | Carlina vulgaris                       | in de duinen                          |            |
| -        | dV         |           | dauwbraam               | Rubus caesius                          | t.o.v. andere verbonden uit de klasse |            |
| -        | dV         |           | duinriet                | Calamagrostis epigejos                 | t.o.v. andere verbonden uit de klasse |            |
| -        | dV         |           | gewone vleugeltjesbloem | Polygala vulgaris                      | t.o.v. andere verbonden uit de klasse |            |
| -        | dV         |           | kruipwilg               | Salix repens                           | t.o.v. andere verbonden uit de klasse |            |
| -        | dV         |           | glad walstro            | Galium mollugo                         | t.o.v. andere verbonden uit de klasse |            |
| -        | dV         |           | gewone veldbies         | Luzula campestris                      | t.o.v. het duinsterretjes-verbond     |            |
| -        | dV         |           | gewone rolklaver        | Lotus corniculatus subsp. corniculatus | t.o.v. duinsterretjes-verbond         |            |
| -        | dV         |           | grote tijm              | Thymus pulegioides                     | t.o.v. het duinsterretjes-verbond     |            |
| -        | dV         |           | zachte haver            | Helictotrichon pubescens               | t.o.v. het duinsterretjes-verbond     |            |
| bg       | -          |           | mannetjesereprijs       | Veronica officinalis                   |                                       |            |
| kO       | -          |           | smal fakkelgras         | Koeleria macrantha                     |                                       |            |
| kO       | -          |           | ruw vergeet-mij-nietje  | Myosotis ramosissima                   |                                       |            |
| kO       | -          |           | kruipend stalkruid      | Ononis repens subsp. procurrens        |                                       |            |
| kO       | -          |           | duinviooltje            | Viola curtisii                         |                                       |            |
| kO       | -          |           | kleine steentijm        | Clinopodium acinos                     | buiten Limburg                        |            |
| kO       | -          |           | akkerhoornbloem         | Cerastium arvense                      | ook voor de struisgras-orde           |            |
| kO       | -          |           | zandpaardenbloem        | Taraxacum laevigatum agg.              | ook voor de struisgras-orde           |            |
| kO       | -          |           | veldereprijs            | Veronica arvensis                      | ook voor de struisgras-orde           |            |
| kO       | -          |           | lathyruswikke           | Vicia lathyroides                      | ook voor de struisgras-orde           |            |
| kK       | -          |           | geel walstro            | Galium verum                           |                                       |            |
| kK       | -          |           | gewoon biggenkruid      | Hypochaeris radicata                   |                                       |            |
| kK       | -          |           | zandzegge               | Carex arenaria                         |                                       |            |
| kK       | -          |           | zandhoornbloem          | Cerastium semidecandrum                |                                       |            |
| kK       | -          |           | vroegeling              | Erophila verna                         |                                       |            |
| kK       | -          |           | kleine leeuwentand      | Leontodon saxatilis                    |                                       |            |

Moslaag
| Kentaxon | Diff.soort | Presentie | Triviale naam         | Botanische naam            | Opmerking                         | Afbeelding |
| -------- | ---------- | --------- | --------------------- | -------------------------- | --------------------------------- | ---------- |
| kV       | -          |           | pluimstaartmos        | Rhytidiadelphus triquetrus |                                   |            |
| kV       | -          |           | glanzend etagemos     | Hylocomium splendens       |                                   |            |
| -        | dV         |           | gaffeltandmos         | Dicranum scoparium         | t.o.v. het duinsterretjes-verbond |            |
| -        | dV         |           | groot laddermos       | Pseudoscleropodium purum   | t.o.v. het duinsterretjes-verbond |            |
| kO       | -          |           | vals rendiermos       | Cladonia rangiformis       |                                   |            |
| kO       | -          |           | duinbekermos          | Cladonia pocillum          |                                   |            |
| kO       | -          |           | buizerdmos            | Rhytidium rugosum          |                                   |            |
| kO       | -          |           | zomersneeuw           | Cladonia foliacea          | buiten Limburg                    |            |
| kO       | -          |           | gevorkt heidestaartje | Cladonia furcata           | ook voor de buntgras-orde         |            |
| kO       | -          |           | bleek dikkopmos       | Brachythecium albicans     | ook voor de struisgras-orde       |            |
| kK       | -          |           | gewoon klauwtjesmos   | Hypnum cupressiforme       |                                   |            |
| kK       | -          |           | grijze bisschopsmuts  | Racomitrium canescens      |                                   |            |
| kK       | -          |           | gewoon purpersteeltje | Ceratodon purpureus        |                                   |            |
| kK       | -          |           | klein leermos         | Peltigera rufescens        |                                   |            |

## Biologische Waarderingskaart
In de Biologische Waarderingskaart (BWK) van Vlaanderen en het Brussels Hoofdstedelijk Gewest is deze associatie opgenomen als Droog duingrasland van kalkrijke milieus (hd).
Dit vegetatietype staat gewaardeerd als 'biologisch zeer waardevol'.